# 西品川
西品川（日语：／ Nishi-shinagawa */?）是東京都品川區的地名。現行行政地名為西品川一丁目至西品川三丁目。2013年8月1日為止的人口有10,919人。

## 地理
位於品川區中部。町域北部與大崎之間以百反通為界，東部與廣町之間以區役所通為界，南部鄰二葉，西南部接豐町，西部鄰戶越。町域內主要為住宅區。

## 歷史
原為南品川宿的西部。
- 1889年（明治22年）：為品川町大字南品川字三木槍崎、北三木、南三木、三嶽、西廣町等。
- 1932年（昭和7年）：為品川區西品川一、五丁目。
- 1964年（昭和39年）：西品川四丁目全部，一、三～五丁目各一部分，南品川六丁目與豐町二丁目各一部分合併為現行的西品川一丁目。
- 1967年（昭和42年）：西品川三～五丁目，豐町一丁目與西品川一丁目各一部分合併為現行的二～三丁目。

### 地名由來
此地為品川的西部。

## 交通
町域內有橫須賀線（品鶴線）、東海道新幹線路廊與大崎支線（湘南新宿線等通過的貨物線）通過，但未設站。町域南端附近有東急大井町線下神明站。町域外的東南方有大井町站，北側有大崎站。

## 設施
- 品川區立三木小學校
- 品川區立大崎中學校
- 品川區立品川中央公園 - 公園對面是品川區役所（位於廣町）。
- 國際自動車教習中心
- 品川區立中小企業中心
- 妙光寺
- 貴船神社 (品川區)

## 備註
1. ↑  .   [2013年8月7日]. （原始内容存档于2014年2月23日）.